# Majin Boo
Majin Boo (魔人ブウ, Majin Bū, também conhecido somente como Boo), chamado em Portugal de Buu Buu ou Bubu, é um personagem e antagonista final do mangá Dragon Ball e sua adaptação em anime Dragon Ball Z. Ele é introduzido no capítulo #460, Majin Boo Aparece?! (魔人ブウ出現か, Majin Bū Shutsugen ka), publicado pela primeira vez na revista Weekly Shōnen Jump em 14 de março de 1994. Majin Boo é um  criatura mágica, membro da raça majin, criada pelo mago Bibidi para auxiliá-lo na dominação do universo. Conforme a série avança, Majin Boo expele sua maldade, criando dois Majin Boo. O bom se une aos Guerreiros Z, enquanto o mau é destruído por Goku e renasce como um garoto chamado Oob.

## História

### Dragon Ball
Criado a partir da magia negra do mago Bibidi, Majin Boo devastou todo o universo milhões de anos antes do início da série. Dentre suas vítimas estavam os Kaioshins, divindades que protegiam o universo. Em sua luta contra o Kaioshin do Leste ele acabou absorvendo o Dai Kaioshin, que purificou parte da sua maldade e no processo deixou Majin Boo obeso. Com o tempo, Majin Boo se revoltou contra Bibidi e por isso foi selado em um casulo onde permaneceu por muito tempo devido a morte de Bibidi pelo Kaioshin do Leste.
Passados 5 milhões de anos, Babidi, o filho de Bibidi, resolveu libertar Majin Boo para vingar a morte do seu pai. Para isso, ele rouba parte da energia de Gohan e depois domina Vegeta para que ele lute contra Goku. A luta entre os dois libera muita energia e assim Majin Boo desperta. Sozinho, ele derrota Gohan e o Kaioshin do Leste e depois enfrenta Vegeta, que usa uma técnica de auto-destruição na tentativa de destruí-lo. Boo, então, parte com Babidi para eliminar os humanos, mas, acaba matando-o após conversar com Goku e perceber que está livre para fazer o que quiser. Goku também pede a Majin Boo que espere três dias por um adversário e durante esse tempo, faz amizade com o Mr. Satan. Ele deixa de ser mau e passa a viver com seu novo amigo e um cachorro que ele encontrou. Entretanto, dois homens apareceram para tentar matá-lo o e ferem gravemente o Mr. Satan e o cachorro causando uma enorme fúria em Majin Boo. Para não voltar ao seu instinto assassino, Boo libera sua maldade e ela toma forma de outro Majin Boo. O Boo Mau devora o Boo Bom após transformá-lo em chocolate e a combinação dos dois Boos resultou em Super Boo. Ele parte para encontrar seu novo inimigo pois os três dias já haviam se passado e enfrenta Gotenks, mas a batalha é interrompida por Gohan. Com seus novos poderes Gohan vence o Super Boo, obrigando-o a absorver Gotenks e Piccolo para aumentar sua força. Dessa forma ele supera Gohan e depois o absorve. Os próximos adversários eram Goku e Vegeta que voltaram do Outro Mundo para combatê-lo. Os dois se fundem em Vegetto, cujos poderes eram maiores que os de Boo, e em seguida se deixam ser absorvidos para poderem libertar aqueles que estavam dentro do Super Boo. Ao ficar somente com o Boo Bom em seu interior, o Super Boo retorna à sua forma original de milhões de anos atrás, Kid Boo, e explode o Planeta Terra. Kid Boo continua explodindo diversos planetas enquanto procura Goku e Vegeta e os encontra no Planeta Supremo. Lá, ele batalha contra Vegeta e acaba expelindo o Boo Bom. No final, Kid Boo é destruído pela Super Genki Dama de Goku enquanto o Boo Bom passa a viver tranquilamente com o Mr. Satan, após as Dragon Balls apagarem as memórias ruins sobre ele. Pouco antes de destruir o Kid Boo, Goku pede ao Senhor Enma Daioh que o ressuscite como um humano bondoso. O desejo é cumprido e, dez anos depois, Goku encontra a encarnação do Boo Mau, um garoto chamado Oob, e parte para treiná-lo como seu sucessor e um possível rival, com quem iria lutar futuramente.

### Dragon Ball Super
Em Dragon Ball Super, que se passa entre a derrota de Kid Boo e o epílogo do mangá, Majin Boo acaba enfurecendo o deus da destruição Bills quando este visita o planeta Terra. Os dois lutam e Boo acaba sendo derrotado ao lado dos outros Guerreiros Z. Mais tarde ele é escolhido para representar o sétimo universo em um torneio contra o sexto universo, mas reprova em um teste e acaba não participando das lutas. Entretanto, ele ainda é selecionado por Goku como um dos dez competidores do sétimo universo em um torneio universal organizado por Zen-Oh, o rei dos deuses. Apesar de participar das partidas de exibição, Majin Boo entra em um sono de dois meses e acaba sendo substituído por Freeza quando o Torneio do Poder se inicia.

### Em outras mídias
Na série Dragon Ball GT, outros dez anos se passam e surge um novo vilão chamado Baby. O Boo Bom protege o Mr. Satan e Pan do inimigo e logo se sacrifica para salvar a vida de Uub, que depois o absorve para liberar todos os seus poderes. Boo Bom ainda faz uma pequena aparição na mente de Oob durante o 31º Torneio de Artes Marciais. Ele pede a Oob que deixe o Mr. Satan vencer o torneio pois ele é seu melhor amigo.
Como antagonista final e vilão mais poderoso do mangá original, Majin Boo apareceu em diversas mídias dentro e fora da série Dragon Ball. Dentre todas as suas formas o Boo Bom tem se mostrado o mais popular. Majin Boo é apresentado em grande parte dos jogos da série onde geralmente é dividido em quatro personagens: Boo Bom, Boo Mau, Super Boo e Kid Boo. Em Dragon Ball Z: Budokai 2, Super Boo tem sua aparência alterada ao absorver Freeza, Cell, Tenshin Han, Yamcha e Vegeta. Boo Bom é um personagem jogável em Battle Stadium D.O.N  e Jump Ultimate Stars. No MMORPG Dragon Ball Online, que se passa anos depois do mangá e ignora a existência de Dragon Ball GT, Majin Boo aprendeu sobre o amor humano e criou uma versão feminina de si mesmo chamada Booby. Os dois tiverem um filho chamado Baby Boo e com o tempo sua raça foi aumentado, criando uma nova espécie de habitantes no Planeta Terra. Ele não aparece em nenhum filme, OVA ou especial de TV mas é citado em Dragon Ball Z: O Renascimento da Fusão - Goku e Vegeta! e Dragon Ball: Yo! O Retorno de Son Goku e seus Amigos. Boo Bom também é um personagem recorrente no mangá Neko Majin Z, paródia de Dragon Ball escrita por Akira Toriyama. Ele, ao lado de Goku e Piccolo, já apareceu ao fundo de uma cena no mangá Negima!. O Boo Bom ainda apareceu estampado nas latas de café Pokka, no Japão, durante uma parceira com a franquia Dragon Ball. No episódio A Máquina Real do remake de Dr. Slump, Arale Norimaki coloca o último volume de Dragon Ball em uma máquina que transforma o imaginário em real. Consequentemente, Goku e Kid Boo surgem da máquina e começam a batalhar. Kid Boo apareceu dentre os vários personagens fictícios que foram estampados na linha de joystick Nuby, para PlayStation 2. Todas as formas de Majin Boo aparecem nas cartas cromos de Dragon Ball Collectible Card Game.
O personagem Bubú do mangá espanhol Dragon Fall é uma paródia de Majin Boo.

## Criação e desenvolvimento
Majin Boo tem seu nome baseado no feitiço "Bibbidi-Bobbidi-Boo" da Fada Madrinha do filme Cinderela de Walt Disney. A primeira forma de Majin Boo que apareceu no mangá, o Boo Bom, teve Fuyuto Takeda, um editor do mangá, como modelo para seu design. Toriyama afirmou que ao criar Majin Boo em Dragon Ball , ele tentaria torná-lo diferente de qualquer outro vilão que tinha vindo antes. Embora fosse difícil e ele geralmente não estava inteiramente satisfeito com os resultados, acreditou que conseguiu isso com Majin Boo. Inicialmente, Akira pretendia fazer um monstro medonho mas mudou de ideia e criou um vilão com aparência pouco assustadora. Em seus desenhos ele também fez versões magras de Majin Boo e a partir delas decidiu fazer outro Majin Boo, o Boo Mau.
Como Akira não gosta de criar lutas muito semelhantes e, aproveitando o lado cômico do personagem, o combate entre Super Boo e Gotenks foi feito com a ideia de ser algo divertido e engraçado.

## Aparência e personalidade
Majin Boo possui várias formas, cada uma com uma aparência e personalidade diferentes, no entanto, todas são criaturas rosas com uma antena na cabeça e vários buracos em ambos os lados da cabeça e em seus braços. Ao longo da série, ele é sempre referido tanto por Majin Boo ou simplesmente Boo, não importa em que forma está. No entanto, cada forma ganhou seus próprios nomes em guias, vídeo-games ou por fãs, a fim de distingui-los.
Majin Boo é conhecido por mudar de forma e personalidade sempre que absorver alguma forma de vida. Sua forma original, conhecida popularmente como Kid Boo (魔 人 ブ ウ 純 粋, Majin Bū Junsui), é de um garoto baixo cujo único objetivo de vida é causar destruição em todo lugar por onde passa. Ele age de acordo com puro instinto e é incapaz de demonstrar compaixão, sendo totalmente imprevisível. A personalidade de Kid Buu é muito parecida com a de uma criança jovem muito mimada, egoísta, na medida em que não mantém nenhuma forma de compaixão ou remorso por nenhuma de suas ações. Além disso, devido à sua personalidade e mentalidade egoísta e caprichosa, ele é incapaz de desenvolver empatia e compreender a natureza de suas ações. Kid Buu é também, como uma criança, muito imprevisível em seu comportamento e ações, às vezes aleatoriamente adormecendo durante a batalha, ou agindo como um macaco batendo no peito com os punhos.
Após absorver o Dai Kaioshin ele atinge uma forma obesa e, por ter parte de sua maldade purificada, sua personalidade se torna extremamente infantil. Ele frequentemente brinca com seus adversários e é influenciado facilmente por outras pessoas. Por exemplo, Majin Boo só matava pessoas por que Babidi disse que isso era divertido mas parou quando o Mr. Satan disse que era errado. Ele destruía coisas por diversão apenas por instruções de seu antigo mestre, apenas parando quando lhe é dito que isso é errado. É revelado mais tarde que ele só cometia estes atos porque ele não sabia que isso era mau, e porque ele tinha sido mandado fazer por Babidi, e Bibidi antes dele.  Embora ele seja brincalhão e bobo, seu lado mal é aparente, especialmente quando seus olhos aumentam, e vapor sai dos buracos de seu corpo. Sua raiva extrema mostram-se várias vezes, quando lhe insultam, ou quando ele começa a perder a batalha. Em sua forma obesa, Majin Boo é conhecido como Boo Bom ou Boo Gordo. Quando introduzido pela primeira vez, usava calças brancas, luvas, botas, um colete e uma capa.
Majin Boo literalmente se esforçou para tirar o mal de dentro de si. Quando o Boo Bom expulsa o mal dentro dele, ele assume uma forma magra, mais alta e cinza conhecida como Boo Mau (魔人ブウ純粋悪, Majin Bū Junsui Aku).. Isso foi resultado da raiva de Majin Boo ter se tornando mais do que ele podia resistir até que ele a expulsou como Boo Mau. Após absorver o Boo Bom, causando-os a re-fundir, desta vez com o mal do lado de fora ao invés do lado de dentro, Boo Mau atinge uma forma conhecida como Super Boo (魔 人 ブ ウ 悪 魔, Majin Bū Aku).
Nesta nova forma, ele é muito mais musculoso e perde o colete e luvas, mas agora usa calças compridas. Ao contrário de Boo Bom, Super Boo não sente dúvida em nenhuma de suas ações, e não deixa pessoas informá-lo o porquê delas serem imorais, ele é mais inteligente do que as outras formas e é descrito como "pura maldade".. Super Boo pode perceber quando alguém está mentindo para ele e também pode enganar pessoas com armadilhas, como dizendo a Gotenks para se fundir e depois o absorvê-lo. Porém, em certas ocasiões, ele cai em truques simples, e é incapaz de entender o passar do tempo, e desenvolve estratégias que falham devido à sua falta de desenvolvimento. Sempre que o Super Boo absorve alguma pessoa, ele muda sua estrutura facial e suas roupas para as mesmas que sua vítima usava. Isso acontece depois dele absorver Gotenks e Piccolo, em que usava o colete do primeiro e a capa do segundo, além do keikogi superior e da camisa de Gohan, possuindo também, as mesmas características dos personagens "fundidos". Aparentemente também ocorre um aumento de sua inteligência, pois ele passa a falar com a eloquência de Piccolo. Além disso, sua antena cresce e ele ganha cinco dedos nas mãos.
A última forma mostrada, na verdade é a primeira conhecida como Kid Boo. Ele aparece quando Gohan, Gotenks, Piccolo e o Boo Bom são removidos de seu corpo. A aparência é a mesma que a primeira forma do Super Boo, contudo é menor. No entanto, perde sua personalidade sábia e se torna um ser completamente feroz e selvagem, vivendo apenas para destruir, sendo chamado de "a encarnação do mal". O Daizenshuu 2: Story Guide refere-se a ele como o "inimigo mais forte do universo". Mesmo depois do Kid Boo ser morto, o Boo Gordo vive na Terra agora completamente bondoso e conhecido como Mr. Boo ( ミスター·ブウ, Misutā Bū). Todos os Majin Boos se irritam facilmente e adoram comer doces.

## Habilidades
Majin Boo está entre os indivíduos mais poderosos de Dragon Ball por combinar sua gigantesca quantidade de Ki com seus poderes mágicos. Como muitos personagens ele apresenta superforça, super velocidade, reflexos sobre-humanos e é capaz de voar através da habilidade Bukû-jutsu (舞空術, "Técnica de Dança no Céu). Ele possui controle total sobre seu corpo e assim é capaz de esticá-lo, mudar sua forma, se transformar em líquido ou se dividir em pedaços que possuem mente própria. Também é capaz de se regenerar mesmo que somente um único átomo de seu corpo continue inteiro e consegue curar qualquer ferimento, doença ou problema físico como cegueira. Boo ainda consegue inalar uma grande quantidade de ar e depois soprá-la para rebater ataques inimigos. Uma de suas maiores habilidades é a capacidade de absorver outros seres vivos englobando-os e depois fundindo-os ao seu corpo. Dessa forma ele adquire todos os poderes e habilidades de sua vítima e o DNA da mesma é utilizado para criar poderosos anticorpos. Dentro de Majin Boo a vítima permanece em um casulo onde, lentamente, acaba se fundindo a ele permanentemente. Outra grande habilidade de Boo é transformar qualquer coisa naquilo que quiser. Na maioria dos casos Majin Boo somente a utiliza para transformar inimigos em doces, especialmente chocolate. Ademais, Boo tem poderes telepáticos e telecinéticos que lhe permitem conversar mentalmente com alguém ou levitar objetos e seres vivos.
Utilizando seu Ki, Majin Boo consegue criar diversos ataques que são capazes de explodir um planeta facilmente. Com pouco esforço ele é capaz de romper a barreira dimensional. Cada forma de Majin Boo possui técnicas e um estilo de combate distintos com algumas semelhanças. Boo Bom luta utilizando ataques físicos, raios de energia e ondas de energia emanadas por todo o seu corpo. Observando Goku ele aprendeu o Kamehameha (かめはめ波, "Onda Destrutiva da Tartaruga"), um raio azulado disparado pelas mãos. O Kamehameha foi passado para todos as outras formas de Majin Boo. O Boo Mau, que depois se tornou Super Boo, batalha mudando o formato de seu corpo e disparando lasers de energia. Após absorver Gotenks e Piccolo, Super Boo adquirie várias técnicas como o Círculo Galático (銀河赤道, "Sākuru Ginga"), o Ataque Kamikaze dos Super Fantasmas (スーパーゴースト神風攻撃, "Suupaa Goosuto KamiKaze Atakku") e o Makankosappo (魔貫光殺砲, "Canhão de Energia Mortal do Demônio"). O Círculo Galático é um anel que prende o oponente e depois explode enquanto o Ataque Kamikaze dos Super Fantasmas é um golpe em que Majin Boo cria fantasmas que explodem ao tocar qualquer coisa e são capazes de disparar raios. O Makankosappo é um ataque em formato de broca que perfura o alvo. Kid Boo, por sua vez, prefere criar esferas de energia de tamanhos variados geralmente cobertas por raios e gosta de enforcar inimigos com sua antena. Ele também é capaz de se teletransportar.

## Dublagem
No original em japonês, Majin Boo em todas as suas formas foi dublado por Kōzō Shioya em todas as mídias. Ele disse que ele olhou para o personagem como um egocêntrico de três anos de idade. Mesmo através de todas as diferentes formas de Boo, Shioya explicou que ele tentou não se afastar muito da personalidade do original, enquanto sutilmente mostrava que ele mudava de forma. No Brasil, o personagem foi dublado por Wellington Lima, que também o fez em todas as suas formas.
Em Portugal, Majin Boo (Bom) foi originalmente dublado por António Semedo até este falecer, sendo substituido por Ricardo Spínola em Dragon Ball Super. Ainda em Dragon Ball Z, todas as demais formas enquanto Majin Boo Mau (Evil, Super e Kid Buu), foram todas dubladas por Joaquim Monchique.

## Recepção
Críticas à respeito de Majin Boo vem sendo amplamente positivas. Ele foi classificado pela revista Wizard como o 40º melhor vilão de todos os tempos. Também foi mencionado como um dos personagens mais amados pelo público em um artigo do site GamePro e um dos vilões mais memoráveis da série pelo THEM Anime Reviews. Comparando Majin Boo e Cell, um escritor do IGN disse que enquanto Cell é um vilão apocalíptico, Majin Boo é uma ameaça difícil de ser levada a sério por causa da sua coloração rosada. O Anime News Network elogiou Majin Boo por sua personalidade infantil e seu gosto por chocolate, fatores que o tornam um vilão diferente mas ao mesmo tempo bizarro. O site Mania Entertainment comentou que a aparição do Boo Mau foi uma grande revira-volta na história e um ótimo jeito de continuá-la. O Boo Bom, ao lado do Mr. Satan, foi colocado em 10º na lista "Caras Legais e seus Amigos Gordos" realizada pelo site UGO, que chamou o personagem de "marshmallow rosa e gigante que luta kung fu". Durante uma entrevista, Akira Toriyama disse que se fosse criar outro Dragon Ball os protagonistas seriam o Boo Bom e o Mr. Satan por que a história seria fofa e engraçada. Ele também comentou que a luta entre Super Boo e Gotenks é sua segunda favorita. O About.com caracterizou o Boo Bom como um bicho de pelúcia e elogiou Kid Boo por ser a forma mais maligna do personagem. O site ainda marcou Majin Boo como um dos sete vilões principais no anime Dragon Ball Z.
Seu dublador brasileiro, Wellington Lima, afirmou que dublar Majin Boo foi um de seus maiores trabalhos e sua forma favorita do personagem é o Boo Bom, apesar de que essa forma foi a que mais lhe trouxe problemas. O DVD Talk comentou que as diferenças entre cada forma de Majin Boo tornam a história mais interessante. Para distinqui-las um escritor do site apontou as seguintes características: "cômico" para o Boo Bom, "imparável" para o Boo Mau e "imensamente poderoso" para Kid Boo. De forma geral, Majin Boo foi dito como "um grande problema para os heróis" devido a sua habilidade regenerativa que "o cura em um piscar de olhos". Majin Boo, em todas as suas formas, foi e ainda é uma figura utilizada em diversas mercadorias como bonecos, chaveiros, bichos de pelúcia e etc.